# Palazuelo de Vedija
Palazuelo de Vedija ist ein nordspanisches Dorf und Hauptort einer Gemeinde (municipio) mit 164 Einwohnern (Stand: 2024) in der Provinz Valladolid in der Autonomen Gemeinschaft Kastilien-León. 

## Lage und Klima
Palazuelo de Vedija liegt in der Region Tierra de Campos auf der kastilischen Hochebene in einer Höhe von ca. 785 m. Die Provinzhauptstadt Valladolid befindet sich mit ihrem Stadtzentrum etwa 58 Kilometer (Fahrtstrecke) südöstlich. 
Das Klima im Winter ist durchaus kalt, im Sommer dagegen warm bis heiß; die eher spärlichen Regenfälle (ca. 471 mm/Jahr) fallen überwiegend im Winterhalbjahr.

## Bevölkerungsentwicklung
| Jahr      | 1970 | 1981 | 1991 | 2001 | 2011 | 2021 |
| Einwohner | 393  | 285  | 259  | 257  | 221  | 174  |

## Sehenswürdigkeiten
- Marienkirche (Iglesia de Nuestra Señora del Barruelo)
- Herrenhaus der Cuadrilleros, heutiges Rathaus

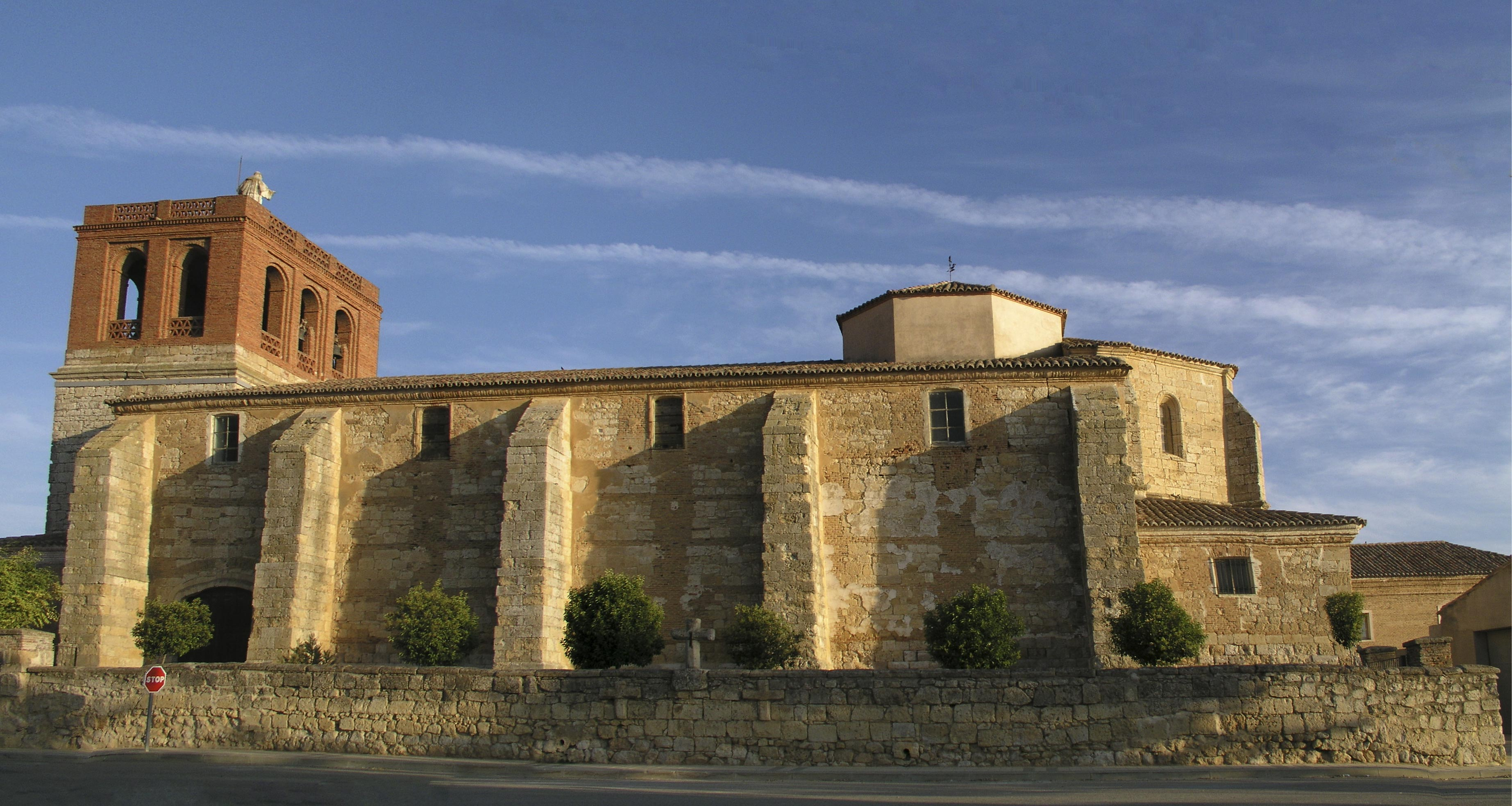
Marienkirche
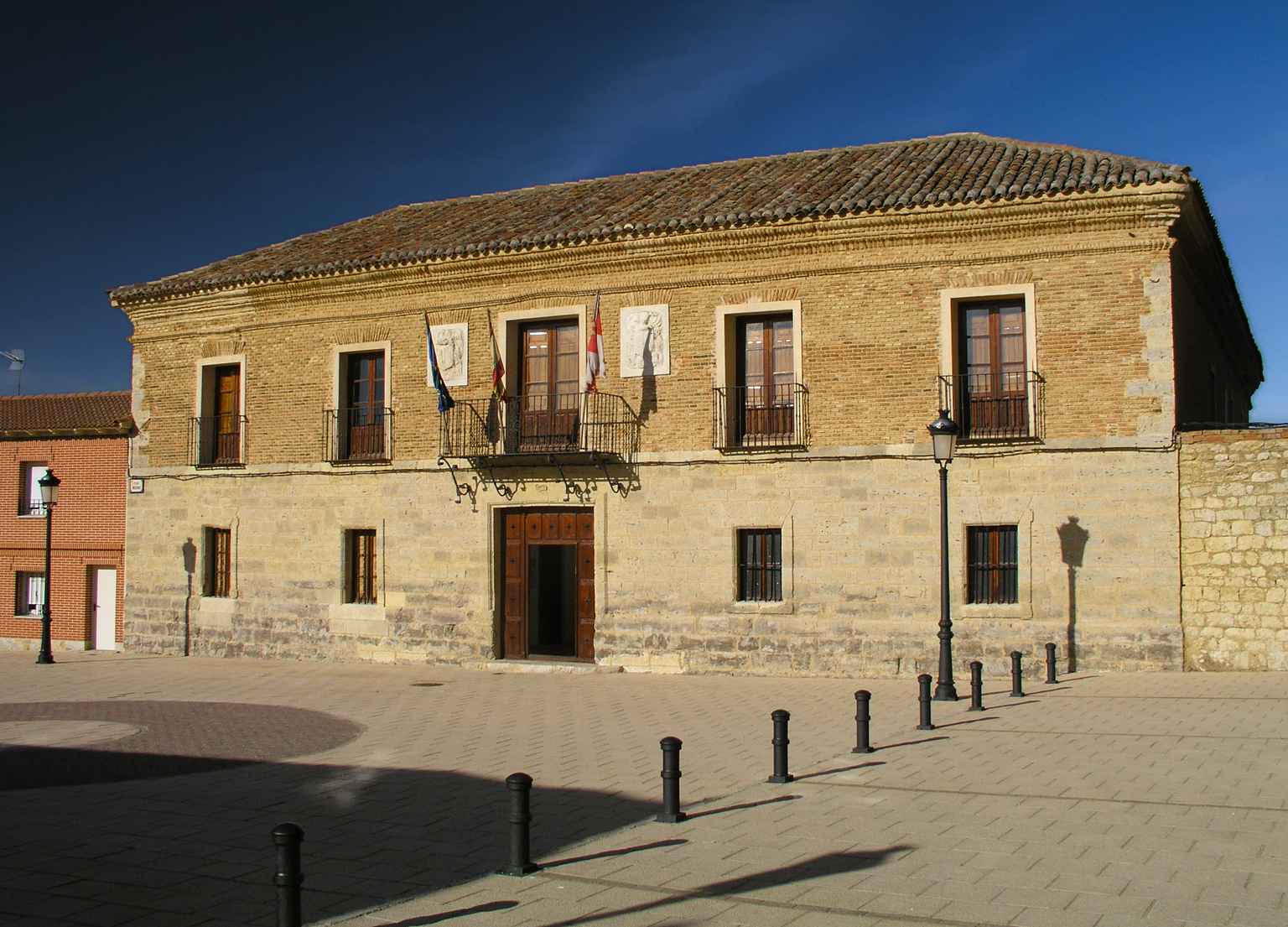
Herrenhaus (Rathaus)